# Монооксид кремнію
Монооксид кремнію (моноксид кремнію) — сполука кремнію з киснем загальної формули SiO. Існує в молекулярному (газоподібному) та твердому (конденсованому) стані. Газуватий SiO був виявлений у зорях, і вважається найбільш розповсюдженим оксидом кремнію у всесвіті.
Утворюється при взаємодії діоксиду кремнію (SiO2) з твердим відновником (наприклад, металічним кремнієм чи вугіллям) за температур вище 1200 °C і високого вакууму (p<10−3 торр):
{\displaystyle SiO_{2}+C\rightleftharpoons SiO+CO}
{\displaystyle SiO_{2}+Si\rightleftharpoons 2SiO}.
В газовій фазі існує як у вигляді мономерів, так і димерів Si2O2 і тримерів Si3O3, що доведено методом матричної ізоляції. При осадженні на холодну поверхню утворює твердий монооксид кремнію.
Твердий моноксид кремнію — виключно аморфна речовина. Дані щодо його структури досі суперечливі. Два основні підходи розглядають його як 1) систему доменів Si та SiO2 чи 2) сітку з 4-координованими атомами кремнію, частина позицій в якій зайнята іншими атомами кремнію. Відомо, що в температурному інтервалі 400–900 °C моноксид кремнію диспропорціонує на металічний кремній, оточений шаром SiO2. Цей метод, зокрема, використовують для одержання квантових точок для подальшого застосування в світловипромінюючих діодах (LED).